# 金井進二
金井 進二（かない しんじ、1937年11月20日 - ）は、日本の俳優。本名は同じ。
群馬県出身。立教大学卒業。劇団民藝出身。田村企画に所属していた。

## 出演作品

### 映画
- 栄光への5000キロ（1969年） - 西島保
- 富士山頂（1970年） - 寺崎
- 青春の門（1981年） - 平井亀吉
- 青春の門  自立篇（1982年） - 花田
- 南極物語（1983年） - 尾崎隊員・助監督
- 海へ 〜See you〜（1988年）

### テレビドラマ
- 東芝土曜劇場 / われら青春（1962年、CX）
- 男ありて 第1話、第2話「男ありて」（1964年、NTV）
- 判決 第121話「血に叛く者」（1965年、NET）
- 三匹の侍 第4シリーズ（1966年、CX）
  - 第3話「弁天楼異聞」
  - 第4話「麝香丸の亡霊」
  - 第6話「血と砂金」
  - 第12話「悪銭」
- 七人の刑事 第2シーズン 第244話「生命の恩人」（1966年、TBS）
- 七つの愛の物語 第16話 - 第20話「18歳はいっぺんだけ」（1967年、NTV）
- 雪之丞変化（1970年、CX）
- 火曜日の女シリーズ / 九月は幻の海（1971年、NTV）
- 天皇の世紀 第一部 第7話「黒い風」（1971年、ABC / 国際放映）
- 恐怖劇場アンバランス 第6話「地方紙を買う女」（1973年、CX / 円谷プロ） - 潮田芳子の夫
- 必殺シリーズ（ABC / 松竹）
  - 必殺仕置人 第19話「罪も憎んで人憎む」（1973年） - 門田
  - 助け人走る 第14話「被害大妄想」（1974年） - 吉武兵馬
  - 暗闇仕留人 第7話「喰うて候」（1974年） - 与市
  - 必殺仕置屋稼業 第1話「一筆啓上 地獄が見えた」（1975年） - 伝次
  - 必殺からくり人 第1話「鼠小僧に死化粧をどうぞ」（1976年） - 与吉
  - 必殺仕舞人 第11話「秋田音頭は国盗り家老の冥土唄 -秋田-」（1981年）- 影
- 太陽にほえろ!（NTV / 東宝）
  - 第107話「光のなかを歩め」（1974年） - 高木
  - 第132話「走れ! ナポレオン」（1975年） - 本庁の刑事
  - 第219話「誘拐」（1976年） - 松山
  - 第246話「赤ちゃん」（1977年） - 麻薬捜査官
  - 第284話「正月の家」（1978年） - 青木
  - 第308話「新しき家族」（1978年） - 原田三郎
  - 第325話「波止場」（1978年） - 密輸組織の男
  - 第372話「最後の審判」（1979年） - 岡宮浩三
  - 第385話「死」（1979年） - 桑山謙
  - 第410話「捜査だけが人生じゃない」（1980年） - 秋山清
  - 第479話「怒りのラガー」（1981年） - 川原（パークサイド店主）
- プレイガールQ 第1話「命知らずの牝猫たち」（1974年、12ch）
- 非情のライセンス 第2シリーズ 第31話「兇悪のプレゼント」（1975年、NET） - 飯塚
- ザ★ゴリラ7 第12話「恋と王女と弾丸と」（1975年、NET）
- 鬼平犯科帳 第20話「川越の旦那」（1975年、NET）
- 大江戸捜査網（12ch / 三船プロ）
  - 第229話「雪に舞う女必殺剣!」（1976年）
  - 第437話「おっかさんの唄が聞こえる」（1980年）
- 影同心 第20話「罠に泣く女の黒髪」（1976年、MBS）
- 痛快!河内山宗俊 第23話「真っ赤に咲いた想い花」（1976年、CX）
- 十手無用 九丁堀事件帖 第24話「二人清三郎」（1976年、NTV）
- 江戸の旋風シリーズ（CX）
  - 同心部屋御用帳 江戸の旋風II（1976年）
    - 第10話「刺青女房」
    - 第25話「もつれた愛情」

  - 同心部屋御用帳 新・江戸の旋風 第14話「行け! 三十俵二人扶持」（1980年）
- 夫婦旅日記 さらば浪人（1976年、CX）
  - 第10話「泣き笑い花道の男」
  - 第24話「ふるさとへの旅路」
- ベルサイユのトラック姐ちゃん 第16話「女は裸で一人旅」（1976年、NET）
- 超神ビビューン 第3話「砂に消えた? 呪いのハイウェイ」（1976年、NET / 東映） - ドライブインのコック（ガリキ人間態）
- 快傑ズバット 第15話「哀しき母の子守唄」（1977年、12ch / 東映） - ウルフガイ
- 桃太郎侍 第44話「手鎖慕情」（1977年、NTV / 東映） - 島蔵
- 忍者キャプター 第42話「やみがらす! 忍者教室!?」（1977年、12ch / 東映） - 赤井先生
- 横溝正史シリーズ「本陣殺人事件」（1977年、MBS） - 山田刑事
- 破れ傘刀舟悪人狩り 第124話「あだ花無情」（1977年、ANB） - 銀二
- 破れ奉行 第22話「死神が乗った流人船」（1977年、ANB） - 源太
- 腐蝕の構造 第4話 - 第7話（1977年、MBS）
- 新・座頭市（CX）
  - 第2シリーズ（1978年）
  - 第3シリーズ 第15話「かかしっ子」（1979年）
- 特捜最前線（ANB / 東映）
  - 第72話「指名手配・再会した女!」（1978年）
  - 第100話「レイプ・十七歳の記録!」（1979年）
  - 第251話「午後10時13分の完全犯罪!」（1982年）
- 吉宗評判記 暴れん坊将軍（ANB）
  - 第40話「翔べ! 下町の神童」（1978年） - 銀次
  - 第57話「百鬼・一刀両断!」（1979年） - 福原勘太夫
  - 第118話「天下御免の盗ッ人修業」（1980年） - 文蔵
  - 第164話「心の鎖は人情で裂け!」（1981年） - 荒木平内
- 駆け込みビル7号室 第9話「野球トバクを追え! 連続三振は死の匂い」（1979年、CX）
- 噂の刑事トミーとマツ 第1シリーズ 第47話「決まった! おそマツの大ギャング」（1980年、TBS） - 坂本（麻薬Gメン）
- 柳生あばれ旅 第10話「地獄屋敷の天使 -掛川-」（1980年、ANB） - 村井
- 走れ!熱血刑事 第26話「追撃 マニラコネクション」（1981年、ANB） - 麻薬捜査官
- 俺はおまわり君 第18話「故郷に戻って知った…」 （1981年、NTV）
- ザ・ハングマン 第43話「ふたり親分 相撃ち作戦」（1981年、ABC / 松竹芸能） - 滝口組組員